# Orlando Solar Bears
Az Orlando Solar Bears egy amerikai jégkorongcsapat a floridai Orlandóban. A csapat 2012-es alapítása óta az ECHL-ben játszik, azon belül a keleti főcsoportnak a déli divíziójában. A klub a 17 353 férőhelyes Kia Centerben játszik, amiben a National Basketball Associationben játszó Orlando Magic is. A csapat partnerszerződésben áll a National Hockey League-ben szereplő Tampa Bay Lightninggal, illetve az American Hockey League-ben szereplő Syracuse Crunch-csal.

## Története
A csapatot 2012-ben alapították.

## Helyezések
A csapat története során 5 alkalommal jutott be a Kelly-kupa rájátszásába, azonban a rájátszássorozat második fordulójánál tovább még nem jutott.